# 超合金
超合金（ちょうごうきん、スーパーアロイ、Superalloy）は航空用や発電用をはじめとするガスタービンのタービンブレードなど、高度な耐熱性が必要とされる部位に用いられる合金。他に耐クリープ性・耐腐食性（耐食性）・耐酸化性といった特長も要求されることが多い。Fe基・Ni基・Co基が代表的。耐熱鋼も参照。
日本では、最近では独立行政法人物質・材料研究機構の開発成果が有名である。民間の供給会社はMMCスーパーアロイ（旧三菱マテリアル桶川製作所）、日立金属、大同特殊鋼がある。（2010年現在）
超硬合金と混同されることがあるが、全く別のものである。